# Copa América 1983
Copa América 1983 spelades 10 augusti-4 november 1983 och alla tio CONMEBOL-medlemmar deltog. 1979 års regerande mästare Paraguay gick direkt till semifinal.

## Gruppspel
Lagen lottades i tre olika grupper med tre lag var. Varje lag i samma grupp möttes två ganger, hemma och borta, och seger gav två poäng, oavgjort en och förlust noll. Gruppvinnarna gick till semifinal.

### Grupp A
| Nr | Lag       | S | V | O | F | GM | IM | MS | P |
| -- | --------- | - | - | - | - | -- | -- | -- | - |
| 1  | Uruguay   | 4 | 3 | 0 | 1 | 7  | 4  | +3 | 6 |
| 2  | Chile     | 4 | 2 | 1 | 1 | 8  | 2  | +6 | 5 |
| 3  | Venezuela | 4 | 0 | 1 | 3 | 1  | 10 | −9 | 1 |

| Hemma \ Borta | Chile | Uruguay | Venezuela |
| Chile         | —     | 2–0     | 5–0       |
| Uruguay       | 2–1   | —       | 3–0       |
| Venezuela     | 0–0   | 1–2     | —         |

|  | 1 september | Uruguay                       | 2 – 1   | Chile        | Estadio Centenario                                                          |                                                                             |
|  |             | Acevedo 45′ Morena 63′ (str.) | (1 – 0) | Orellana 76′ | Montevideo, Uruguay Publik: 30 000 Domare: Arnaldo Cézar Coelho (Brasilien) | Montevideo, Uruguay Publik: 30 000 Domare: Arnaldo Cézar Coelho (Brasilien) |
|  |             |                               |         |              | Montevideo, Uruguay Publik: 30 000 Domare: Arnaldo Cézar Coelho (Brasilien) | Montevideo, Uruguay Publik: 30 000 Domare: Arnaldo Cézar Coelho (Brasilien) |
|  |             |                               |         |              | Montevideo, Uruguay Publik: 30 000 Domare: Arnaldo Cézar Coelho (Brasilien) | Montevideo, Uruguay Publik: 30 000 Domare: Arnaldo Cézar Coelho (Brasilien) |

|  | 4 september | Uruguay                                   | 3 – 0   | Venezuela | Estadio Centenario                                                     |                                                                        |
|  |             | Cabrera 35′ Morena 51′ (str.) Luzardo 68′ | (1 – 0) |           | Montevideo, Uruguay Publik: 60 000 Domare: Gabriel González (Paraguay) | Montevideo, Uruguay Publik: 60 000 Domare: Gabriel González (Paraguay) |
|  |             |                                           |         |           | Montevideo, Uruguay Publik: 60 000 Domare: Gabriel González (Paraguay) | Montevideo, Uruguay Publik: 60 000 Domare: Gabriel González (Paraguay) |
|  |             |                                           |         |           | Montevideo, Uruguay Publik: 60 000 Domare: Gabriel González (Paraguay) | Montevideo, Uruguay Publik: 60 000 Domare: Gabriel González (Paraguay) |

|  | 8 september | Chile                                              | 5 – 0   | Venezuela | Estadio Nacional                                                    |                                                                     |
|  |             | Arriaza 22′ Dubó 25′ Aravena 35′, 83′ Espinoza 51′ | (3 – 0) |           | Santiago, Chile Publik: 20 000 Domare: Enrique Labo Revoredo (Peru) | Santiago, Chile Publik: 20 000 Domare: Enrique Labo Revoredo (Peru) |
|  |             |                                                    |         |           | Santiago, Chile Publik: 20 000 Domare: Enrique Labo Revoredo (Peru) | Santiago, Chile Publik: 20 000 Domare: Enrique Labo Revoredo (Peru) |
|  |             |                                                    |         |           | Santiago, Chile Publik: 20 000 Domare: Enrique Labo Revoredo (Peru) | Santiago, Chile Publik: 20 000 Domare: Enrique Labo Revoredo (Peru) |

|  | 11 september | Chile                | 2 – 0   | Uruguay | Estadio Nacional                                                 |                                                                  |
|  |              | Dubó 9′ Letelier 80′ | (1 – 0) |         | Santiago, Chile Publik: 55 000 Domare: Teodoro Nitti (Argentina) | Santiago, Chile Publik: 55 000 Domare: Teodoro Nitti (Argentina) |
|  |              |                      |         |         | Santiago, Chile Publik: 55 000 Domare: Teodoro Nitti (Argentina) | Santiago, Chile Publik: 55 000 Domare: Teodoro Nitti (Argentina) |
|  |              |                      |         |         | Santiago, Chile Publik: 55 000 Domare: Teodoro Nitti (Argentina) | Santiago, Chile Publik: 55 000 Domare: Teodoro Nitti (Argentina) |

|  | 18 september | Venezuela  | 1 – 2   | Uruguay                   | Estadio Brígido Iriarte                                          |                                                                  |
|  |              | Febles 77′ | (0 – 0) | Santelli 74′ Aguilera 87′ | Caracas, Venezuela Publik: 3 000 Domare: Carlos Montalván (Peru) | Caracas, Venezuela Publik: 3 000 Domare: Carlos Montalván (Peru) |
|  |              |            |         |                           | Caracas, Venezuela Publik: 3 000 Domare: Carlos Montalván (Peru) | Caracas, Venezuela Publik: 3 000 Domare: Carlos Montalván (Peru) |
|  |              |            |         |                           | Caracas, Venezuela Publik: 3 000 Domare: Carlos Montalván (Peru) | Caracas, Venezuela Publik: 3 000 Domare: Carlos Montalván (Peru) |

|  | 21 september | Venezuela | 0 – 0 | Chile | Estadio Brígido Iriarte                                                  |  |
|  |              |           |       |       | Caracas, Venezuela Publik: 3 000 Domare: Elías Jácome Guerrero (Ecuador) |  |
|  |              |           |       |       |                                                                          |  |
|  |              |           |       |       |                                                                          |  |

### Grupp B
| Nr | Lag       | S | V | O | F | GM | IM | MS | P |
| -- | --------- | - | - | - | - | -- | -- | -- | - |
| 1  | Brasilien | 4 | 2 | 1 | 1 | 6  | 1  | +5 | 5 |
| 2  | Argentina | 4 | 1 | 3 | 0 | 5  | 4  | +1 | 5 |
| 3  | Ecuador   | 4 | 0 | 2 | 2 | 4  | 10 | −6 | 2 |

| Hemma \ Borta | Argentina | Brasilien | Ecuador |
| Argentina     | —         | 1–0       | 2–2     |
| Brasilien     | 0–0       | —         | 5–0     |
| Ecuador       | 2–2       | 0–1       | —       |

|  | 10 augusti | Ecuador              | 2 – 2   | Argentina           | Estadio Olímpico Atahualpa                                            |                                                                       |
|  |            | Vásquez 68′ Vega 79′ | (0 – 1) | Burruchaga 40′, 51′ | Quito, Ecuador Publik: 50 000 Domare: Gilberto Aristízabal (Colombia) | Quito, Ecuador Publik: 50 000 Domare: Gilberto Aristízabal (Colombia) |
|  |            |                      |         |                     | Quito, Ecuador Publik: 50 000 Domare: Gilberto Aristízabal (Colombia) | Quito, Ecuador Publik: 50 000 Domare: Gilberto Aristízabal (Colombia) |
|  |            |                      |         |                     | Quito, Ecuador Publik: 50 000 Domare: Gilberto Aristízabal (Colombia) | Quito, Ecuador Publik: 50 000 Domare: Gilberto Aristízabal (Colombia) |

|  | 17 augusti | Ecuador | 0 – 1   | Brasilien            | Estadio Olímpico Atahualpa                                   |                                                              |
|  |            |         | (0 – 1) | Roberto Dinamite 14′ | Quito, Ecuador Publik: 50 000 Domare: Alfonso Postigo (Peru) | Quito, Ecuador Publik: 50 000 Domare: Alfonso Postigo (Peru) |
|  |            |         |         |                      | Quito, Ecuador Publik: 50 000 Domare: Alfonso Postigo (Peru) | Quito, Ecuador Publik: 50 000 Domare: Alfonso Postigo (Peru) |
|  |            |         |         |                      | Quito, Ecuador Publik: 50 000 Domare: Alfonso Postigo (Peru) | Quito, Ecuador Publik: 50 000 Domare: Alfonso Postigo (Peru) |

|  | 24 augusti | Argentina  | 1 – 0   | Brasilien | El Monumental                                                                   |                                                                                 |
|  |            | Gareca 55′ | (0 – 0) |           | Buenos Aires, Argentina Publik: 70 000 Domare: Juan Daniel Cardellino (Uruguay) | Buenos Aires, Argentina Publik: 70 000 Domare: Juan Daniel Cardellino (Uruguay) |
|  |            |            |         |           | Buenos Aires, Argentina Publik: 70 000 Domare: Juan Daniel Cardellino (Uruguay) | Buenos Aires, Argentina Publik: 70 000 Domare: Juan Daniel Cardellino (Uruguay) |
|  |            |            |         |           | Buenos Aires, Argentina Publik: 70 000 Domare: Juan Daniel Cardellino (Uruguay) | Buenos Aires, Argentina Publik: 70 000 Domare: Juan Daniel Cardellino (Uruguay) |

|  | 1 september | Brasilien                                                     | 5 – 0   | Ecuador | Estadio Serra-Dourada                                                     |                                                                           |
|  |             | Renato Gaúcho 12′ Roberto Dinamite 46′, 55′ Éder 58′ Tita 60′ | (1 – 0) |         | Goiânia, Brasilien Publik: 35 000 Domare: Luis Gregorio da Rosa (Uruguay) | Goiânia, Brasilien Publik: 35 000 Domare: Luis Gregorio da Rosa (Uruguay) |
|  |             |                                                               |         |         | Goiânia, Brasilien Publik: 35 000 Domare: Luis Gregorio da Rosa (Uruguay) | Goiânia, Brasilien Publik: 35 000 Domare: Luis Gregorio da Rosa (Uruguay) |
|  |             |                                                               |         |         | Goiânia, Brasilien Publik: 35 000 Domare: Luis Gregorio da Rosa (Uruguay) | Goiânia, Brasilien Publik: 35 000 Domare: Luis Gregorio da Rosa (Uruguay) |

|  | 7 september | Argentina                       | 2 – 2   | Ecuador                    | El Monumental                                                                   |                                                                                 |
|  |             | Ramos 50′ Burruchaga 90′ (str.) | (0 – 1) | Quiñónez 44′ Maldonado 89′ | Buenos Aires, Argentina Publik: 40 000 Domare: Juan Daniel Cardellino (Uruguay) | Buenos Aires, Argentina Publik: 40 000 Domare: Juan Daniel Cardellino (Uruguay) |
|  |             |                                 |         |                            | Buenos Aires, Argentina Publik: 40 000 Domare: Juan Daniel Cardellino (Uruguay) | Buenos Aires, Argentina Publik: 40 000 Domare: Juan Daniel Cardellino (Uruguay) |
|  |             |                                 |         |                            | Buenos Aires, Argentina Publik: 40 000 Domare: Juan Daniel Cardellino (Uruguay) | Buenos Aires, Argentina Publik: 40 000 Domare: Juan Daniel Cardellino (Uruguay) |

|  | 14 september | Brasilien | 0 – 0 | Argentina | Maracanã                                                            |  |
|  |              |           |       |           | Rio de Janeiro, Brasilien Publik: 75 000 Domare: Mário Lira (Chile) |  |
|  |              |           |       |           |                                                                     |  |
|  |              |           |       |           |                                                                     |  |

### Grupp C
| Nr | Lag      | S | V | O | F | GM | IM | MS | P |
| -- | -------- | - | - | - | - | -- | -- | -- | - |
| 1  | Peru     | 4 | 2 | 2 | 0 | 6  | 4  | +2 | 6 |
| 2  | Colombia | 4 | 1 | 2 | 1 | 5  | 5  | 0  | 4 |
| 3  | Bolivia  | 4 | 0 | 2 | 2 | 4  | 6  | −2 | 2 |

| Hemma \ Borta | Bolivia | Colombia | Peru |
| Bolivia       | —       | 0–1      | 1–1  |
| Colombia      | 2–2     | —        | 2–2  |
| Peru          | 2–1     | 1–0      | —    |

|  | 14 augusti | Bolivia | 0 – 1   | Colombia       | Estadio Hernando Siles                                             |                                                                    |
|  |            |         | (0 – 0) | Valderrama 73′ | La Paz, Bolivia Publik: 40 000 Domare: Gabriel González (Paraguay) | La Paz, Bolivia Publik: 40 000 Domare: Gabriel González (Paraguay) |
|  |            |         |         |                | La Paz, Bolivia Publik: 40 000 Domare: Gabriel González (Paraguay) | La Paz, Bolivia Publik: 40 000 Domare: Gabriel González (Paraguay) |
|  |            |         |         |                | La Paz, Bolivia Publik: 40 000 Domare: Gabriel González (Paraguay) | La Paz, Bolivia Publik: 40 000 Domare: Gabriel González (Paraguay) |

|  | 17 augusti | Peru        | 1 – 0   | Colombia | Estadio Nacional                                                     |                                                                      |
|  |            | Navarro 77′ | (0 – 0) |          | Lima, Peru Publik: 30 000 Domare: José Luis Martínez Bazán (Uruguay) | Lima, Peru Publik: 30 000 Domare: José Luis Martínez Bazán (Uruguay) |
|  |            |             |         |          | Lima, Peru Publik: 30 000 Domare: José Luis Martínez Bazán (Uruguay) | Lima, Peru Publik: 30 000 Domare: José Luis Martínez Bazán (Uruguay) |
|  |            |             |         |          | Lima, Peru Publik: 30 000 Domare: José Luis Martínez Bazán (Uruguay) | Lima, Peru Publik: 30 000 Domare: José Luis Martínez Bazán (Uruguay) |

|  | 21 augusti | Bolivia    | 1 – 1   | Peru        | Estadio Hernando Siles                                                  |                                                                         |
|  |            | Romero 65′ | (0 – 0) | Navarro 89′ | La Paz, Bolivia Publik: 45 000 Domare: Jorge Eduardo Romero (Argentina) | La Paz, Bolivia Publik: 45 000 Domare: Jorge Eduardo Romero (Argentina) |
|  |            |            |         |             | La Paz, Bolivia Publik: 45 000 Domare: Jorge Eduardo Romero (Argentina) | La Paz, Bolivia Publik: 45 000 Domare: Jorge Eduardo Romero (Argentina) |
|  |            |            |         |             | La Paz, Bolivia Publik: 45 000 Domare: Jorge Eduardo Romero (Argentina) | La Paz, Bolivia Publik: 45 000 Domare: Jorge Eduardo Romero (Argentina) |

|  | 28 augusti | Colombia                | 2 – 2   | Peru                               | Estadio El Campín                                                        |                                                                          |
|  |            | Prince 46′ Fiorillo 69′ | (0 – 1) | Malásquez 25′ (str.) Caballero 85′ | Bogotá, Colombia Publik: 30 000 Domare: Arnaldo Cézar Coelho (Brasilien) | Bogotá, Colombia Publik: 30 000 Domare: Arnaldo Cézar Coelho (Brasilien) |
|  |            |                         |         |                                    | Bogotá, Colombia Publik: 30 000 Domare: Arnaldo Cézar Coelho (Brasilien) | Bogotá, Colombia Publik: 30 000 Domare: Arnaldo Cézar Coelho (Brasilien) |
|  |            |                         |         |                                    | Bogotá, Colombia Publik: 30 000 Domare: Arnaldo Cézar Coelho (Brasilien) | Bogotá, Colombia Publik: 30 000 Domare: Arnaldo Cézar Coelho (Brasilien) |

|  | 31 augusti | Colombia                        | 2 – 2   | Bolivia              | Estadio El Campín                                                |                                                                  |
|  |            | Valderrama 2′ Molina 60′ (str.) | (1 – 0) | Melgar 78′ Rojas 80′ | Bogotá, Colombia Publik: 45 000 Domare: José Vergara (Venezuela) | Bogotá, Colombia Publik: 45 000 Domare: José Vergara (Venezuela) |
|  |            |                                 |         |                      | Bogotá, Colombia Publik: 45 000 Domare: José Vergara (Venezuela) | Bogotá, Colombia Publik: 45 000 Domare: José Vergara (Venezuela) |
|  |            |                                 |         |                      | Bogotá, Colombia Publik: 45 000 Domare: José Vergara (Venezuela) | Bogotá, Colombia Publik: 45 000 Domare: José Vergara (Venezuela) |

|  | 4 september | Peru                    | 2 – 1   | Bolivia      | Estadio Nacional                                          |                                                           |
|  |             | Leguía 6′ Caballero 21′ | (2 – 0) | Paniagua 46′ | Lima, Peru Publik: 50 000 Domare: Guillermo Budge (Chile) | Lima, Peru Publik: 50 000 Domare: Guillermo Budge (Chile) |
|  |             |                         |         |              | Lima, Peru Publik: 50 000 Domare: Guillermo Budge (Chile) | Lima, Peru Publik: 50 000 Domare: Guillermo Budge (Chile) |
|  |             |                         |         |              | Lima, Peru Publik: 50 000 Domare: Guillermo Budge (Chile) | Lima, Peru Publik: 50 000 Domare: Guillermo Budge (Chile) |

## Utslagsspel
Paraguay var regerande mästare från 1979, och kvalificerade sig direkt till utslagsspelet. Man mötte segraren av grupp B, Brasilien.
|  | Semifinaler | Semifinaler | Semifinaler | Semifinaler | Semifinaler |     |         | Finaler | Finaler | Finaler | Finaler | Finaler |
|  |             |             |             |             |             |     |         |         |         |         |         |         |
|  | Peru        | Peru        | 0           | 1           | (1)         |     |         |         |         |         |         |         |
|  | Uruguay     | Uruguay     | 1           | 1           | (2)         |     |         |         |         |         |         |         |
|  |             |             |             |             |             |     | Uruguay | Uruguay | 2       | 1       | (3)     |         |
|  |             | Brasilien   | Brasilien   | 0           | 1           | (1) |         |         |         |         |         |         |
|  | Paraguay    | Paraguay    | 1           | 0           | (1)         |     |         |         |         |         |         |         |
|  | Brasilien   | Brasilien   | 1           | 0           | (1)         |     |         |         |         |         |         |         |

### Semifinaler
Peru mot Uruguay
|  | 13 oktober | Peru | 0 – 1   | Uruguay      | Estadio Nacional                                         |                                                          |
|  |            |      | (0 – 0) | Aguilera 65′ | Lima, Peru Publik: 28 000 Domare: Sergio Vásquez (Chile) | Lima, Peru Publik: 28 000 Domare: Sergio Vásquez (Chile) |
|  |            |      |         |              | Lima, Peru Publik: 28 000 Domare: Sergio Vásquez (Chile) | Lima, Peru Publik: 28 000 Domare: Sergio Vásquez (Chile) |
|  |            |      |         |              | Lima, Peru Publik: 28 000 Domare: Sergio Vásquez (Chile) | Lima, Peru Publik: 28 000 Domare: Sergio Vásquez (Chile) |

|  | 20 oktober | Uruguay     | 1 – 1   | Peru          | Estadio Centenario                                                       |                                                                          |
|  |            | Cabrera 49′ | (0 – 1) | Malásquez 24′ | Montevideo, Uruguay Publik: 58 000 Domare: Arturo Ithurralde (Argentina) | Montevideo, Uruguay Publik: 58 000 Domare: Arturo Ithurralde (Argentina) |
|  |            |             |         |               | Montevideo, Uruguay Publik: 58 000 Domare: Arturo Ithurralde (Argentina) | Montevideo, Uruguay Publik: 58 000 Domare: Arturo Ithurralde (Argentina) |
|  |            |             |         |               | Montevideo, Uruguay Publik: 58 000 Domare: Arturo Ithurralde (Argentina) | Montevideo, Uruguay Publik: 58 000 Domare: Arturo Ithurralde (Argentina) |

Brasilien mot Paraguay
|  | 13 oktober | Paraguay  | 1 – 1   | Brasilien | Estadio Defensores del Chaco                                    |                                                                 |
|  |            | Morel 70′ | (0 – 0) | Éder 88′  | Asunción, Paraguay Publik: 55 000 Domare: Gastón Castro (Chile) | Asunción, Paraguay Publik: 55 000 Domare: Gastón Castro (Chile) |
|  |            |           |         |           | Asunción, Paraguay Publik: 55 000 Domare: Gastón Castro (Chile) | Asunción, Paraguay Publik: 55 000 Domare: Gastón Castro (Chile) |
|  |            |           |         |           | Asunción, Paraguay Publik: 55 000 Domare: Gastón Castro (Chile) | Asunción, Paraguay Publik: 55 000 Domare: Gastón Castro (Chile) |

|  | 20 oktober | Brasilien                       | 0 – 0 | Paraguay | Estádio Parque do Sabiá                                                      |                                                                              |
|  |            | Brasilien vidare genom lottning |       |          | Uberlândia, Brasilien Publik: 75 000 Domare: Juan Carlos Loustau (Argentina) | Uberlândia, Brasilien Publik: 75 000 Domare: Juan Carlos Loustau (Argentina) |
|  |            |                                 |       |          | Uberlândia, Brasilien Publik: 75 000 Domare: Juan Carlos Loustau (Argentina) | Uberlândia, Brasilien Publik: 75 000 Domare: Juan Carlos Loustau (Argentina) |
|  |            |                                 |       |          | Uberlândia, Brasilien Publik: 75 000 Domare: Juan Carlos Loustau (Argentina) | Uberlândia, Brasilien Publik: 75 000 Domare: Juan Carlos Loustau (Argentina) |

### Finaler
|  | 27 oktober | Uruguay                   | 2 – 0   | Brasilien | Estadio Centenario                                                 |                                                                    |
|  |            | Francescoli 41′ Diogo 80′ | (1 – 0) |           | Montevideo, Uruguay Publik: 65 000 Domare: Héctor Ortíz (Paraguay) | Montevideo, Uruguay Publik: 65 000 Domare: Héctor Ortíz (Paraguay) |
|  |            |                           |         |           | Montevideo, Uruguay Publik: 65 000 Domare: Héctor Ortíz (Paraguay) | Montevideo, Uruguay Publik: 65 000 Domare: Héctor Ortíz (Paraguay) |
|  |            |                           |         |           | Montevideo, Uruguay Publik: 65 000 Domare: Héctor Ortíz (Paraguay) | Montevideo, Uruguay Publik: 65 000 Domare: Héctor Ortíz (Paraguay) |

|  | 4 november | Brasilien    | 1 – 1   | Uruguay      | Fonte Nova                                                           |                                                                      |
|  |            | Jorginho 23′ | (1 – 0) | Aguilera 77′ | Salvador, Brasilien Publik: 95 000 Domare: Edison Peréz-Núñez (Peru) | Salvador, Brasilien Publik: 95 000 Domare: Edison Peréz-Núñez (Peru) |
|  |            |              |         |              | Salvador, Brasilien Publik: 95 000 Domare: Edison Peréz-Núñez (Peru) | Salvador, Brasilien Publik: 95 000 Domare: Edison Peréz-Núñez (Peru) |
|  |            |              |         |              | Salvador, Brasilien Publik: 95 000 Domare: Edison Peréz-Núñez (Peru) | Salvador, Brasilien Publik: 95 000 Domare: Edison Peréz-Núñez (Peru) |

## Statistik

### Målskyttar
Totalt 55 mål gjordes under turneringens 24 matcher, vilket gav ett målsnitt på 2,3 mål per match. 39 spelare gjorde mål, utan några självmål. Fyra spelare vann skytteligan med 4 gjorda mål vardera. Uruguay gjorde flest mål i turneringen (12 mål).
3 mål
| - Jorge Burruchaga | - Roberto Dinamite | - Carlos Aguilera | - Eduardo Malásquez |

2 mål
| - Éder - Jorge Aravena | - Rodolfo Dubó - Alex Valderrama | - Juan Caballero - Franco Navarro | - Fernando Morena |

1 mål
| - Ricardo Gareca - Víctor Ramos - Milton Melgar - David Paniagua - Silvio Rojas - Erwin Romero - Jorginho | - Renato Gaúcho - Tita - Oscar Arriaza - Rubén Espinoza - Juan Carlos Letelier - Juan Carlos Orellana - Fernando Fiorillo | - Nolberto Molina - Miguel Augusto Prince - Hans Maldonado - Lupo Quiñónez - Galo Fidean Vázquez - José Jacinto Vega - Milciades Morel | - Germán Leguía - Eduardo Acevedo - Víctor Diogo - Enzo Francescoli - Roberto Luzardo - Alberto Santelli - Pedro Febles |

### Sluttabell
Notera att Paraguay och Peru delade på bronsmedaljen då man ej spelade match om tredjepris.
| Nr | Copa América 1983 | S | V | O | F | GM | IM | MS | P  |
| -- | ----------------- | - | - | - | - | -- | -- | -- | -- |
| 1  | Uruguay           | 8 | 5 | 2 | 1 | 12 | 6  | +6 | 12 |
| 2  | Brasilien         | 8 | 2 | 4 | 2 | 8  | 5  | +3 | 8  |
| 3  | Peru              | 6 | 2 | 3 | 1 | 7  | 6  | +1 | 7  |
| 3  | Paraguay          | 2 | 0 | 2 | 0 | 1  | 1  | 0  | 2  |
| 5  | Chile             | 4 | 2 | 1 | 1 | 8  | 2  | +6 | 5  |
| 6  | Argentina         | 4 | 1 | 3 | 0 | 5  | 4  | +1 | 5  |
| 7  | Colombia          | 4 | 1 | 2 | 1 | 5  | 5  | 0  | 4  |
| 8  | Bolivia           | 4 | 0 | 2 | 2 | 4  | 6  | −2 | 2  |
| 9  | Ecuador           | 4 | 0 | 2 | 2 | 4  | 10 | −6 | 2  |
| 10 | Venezuela         | 4 | 0 | 1 | 3 | 1  | 10 | −9 | 1  |

### Fotnoter
1. ↑  ca2011.com (19 mars 2011). ”Top Scorers Table”. Arkiverad från originalet den 28 augusti 2011. https://web.archive.org/web/20110828101723/http://www.ca2011.com/historia_artilheiros.php. Läst 28 de julio de 2011.